# 泰梅尼察河
45°48′N 15°07′E / 45.800°N 15.117°E

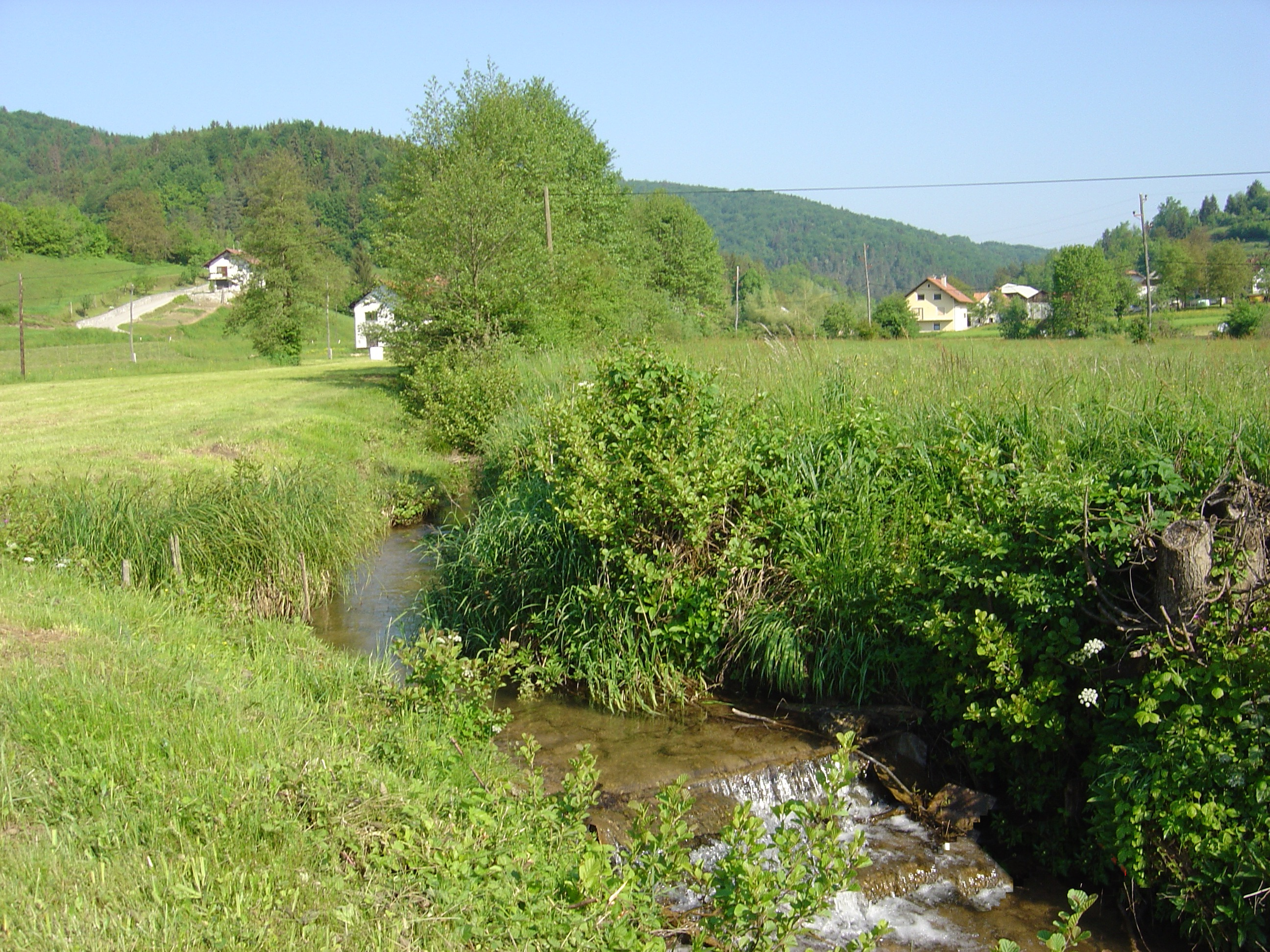

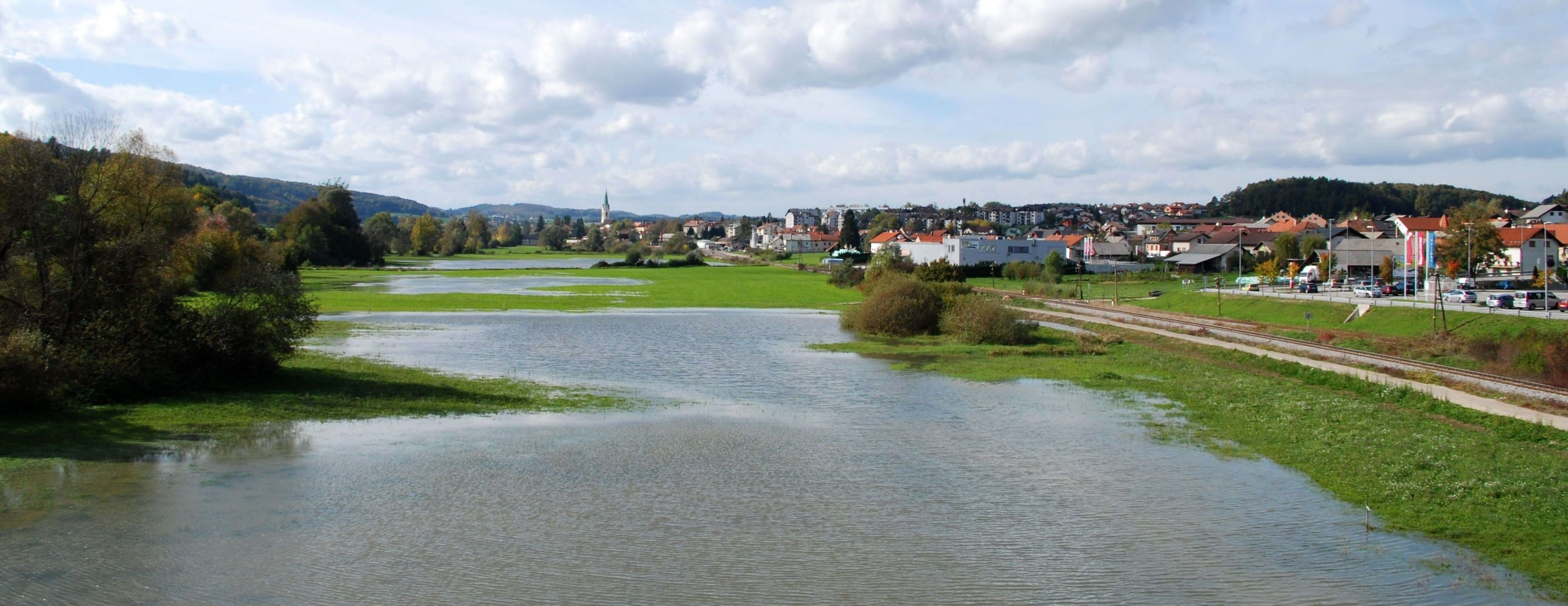

泰梅尼察河，是斯洛文尼亞的河流，位於該國中部，屬於克爾卡河的支流，處於首都盧布爾雅那以南60公里，河道全長26公里，流域面積300平方公里。